# Discovery Channel
A Discovery Channel napi 24 órában sugárzó ismeretterjesztő tévécsatorna, amely a világ 170 országában több mint 431 millió háztartásba jut el. A csatorna főleg tudománynépszerűsítő, műszaki, történelmi és földrajzi témájú műsorokat sugároz. 2006-ban a Discovery Channelt hét Emmy-díjra jelölték.

## Története
A Discovery Channel műsorát Magyarországon csak kábeltévé- és műholdas előfizetők láthatják. A csatorna 1994-es magyar bevezetésekor a műsorokat csak angol nyelven lehetett nézni, gyakran magyar felirat nélkül. A 2000-es évek elejétől egyre több műsort szinkronizáltak, és napjainkban már szinte kizárólag csak magyarra szinkronizált műsorokat lehet látni.
2003 újév napján 24 órás sugárzásra váltott.
2005. március 1-jén elindult a csatorna teljesen magyar változata a kábelhálózatokon (a UPC Directen 2008. március 7-ig továbbra is a pán-európai adás volt fogható), valamint azóta jelen a magyar reklámpiacon is. A reklámblokkok értékesítését kezdetben az RTL Saleshouse koordinálta, majd 2017. január 1-től ezen feladat ellátását az Atmedia vette át.
2020. december 29-én közölték a UPC Direct-nél (jelenleg Direct One), hogy 2021. január 4-től (azaz a csatornakínálatának megújításával egyidőben) a Discovery csatorna kikerült a csatornakiosztásából, ami szerint a Discovery Channel helyét a BBC Earth SD verziója veszi át azóta a 63. programhelyen.

## Logói és arculata
A csatorna első logója "THE", "Discovery" és "CHANNEL" feliratokból állt, a Discovery felirat mögött egy félkörrel.
Első arculat- és logóváltása 1997 közepén volt (ezzel egyidőben a névelő kikerült a névből, valamint a logó részévé vált a földgömb), majd 2001 elején a második. 2004-ben ismét arculatváltás volt, amelyet a Lambie-Nairn csapata tervezett. 2006 áprilisában jött az újabb arculatváltás, ahol az emberi szituációk kapták a fő szerepet.
2009. július 1-jén bevezetésre került a 10 évig használt D betűs logó, új arculattal, amelyet még két arculat követett: 2011. augusztus 29-én, és 2014. március 21-én.
2019. szeptember 16-án 06:00-kor a csatorna bevezette a mostani arculatot és logót.

A csatorna hangja 2006-tól 2020-ig Endrédi Máté (2006-tól 2009-ig Varga Rókussal osztva) volt, jelenlegi csatornahangja ismét – immár egyedül – Varga Rókus, aki a Cinemax-csatornák bemondója is volt 2010-től 2016-ig.

Az 1985 és 1987 között használt logó
Az 1987 és 1995 között használt logó
A 2000 és 2009 között használt logó

## Társcsatornák
- Animal Planet
- Discovery Civilisation
- Discovery HD
- Discovery Health
- Discovery Historia
- Discovery Home and Leisure
- Discovery Kids
- Discovery Science
- Discovery HD Showcase
- Discovery Travel & Living
- DTX
- Investigation Discovery
- TLC
- HGTV

## Ismertebb sorozatok és témák
- Állítólag… (Mythbusters) – hiedelmek, városi legendák kísérleti úton történő igazolása vagy cáfolata
- A halálos fogás (Deadliest Catch) – alaszkai rákhalászat
- Amcsi motorok (American Chopper) – Az Orange County Choppers motorépítő műhely mindennapjai
- Amerikai hotrodok (American Hot Rod) – hotrod autók összeszerelése
- (Battlefield)
- Amikor megáll az idő (Time Warp) - Amit az emberi szem sohasem lát
- Autókereskedők - - Régi, legendás autók megvásárlása, felújítása, majd eladása
- Brainiac (Eszement Tudomány)
- Gigászi építmények és Mérnöki csodák (Extreme Engineering) – Szokatlan épületek és építmények történetei
- A túlélés törvényei (Extreme Survival) – A műsorvezető megmutatja, hogyan lehet túlélni az extrém körülményeket az ott fellelhető erőforrásokkal és némi leleményességgel (sivatag, hegyvidék, dzsungel, sarkkör stb.)
- A jövő fegyverei (Future Weapons) – haditechnikai újdonságok (lézerfegyverek, GPS irányítású tüzérségi lövedékek, lopakodó repülőgépek stb.)
- Hátborzongató gyilkosságok
- Hogy csinálják (How Do They Do It?) – hétköznapi tárgyak gyártási folyamata
- Hogyan készül? (How It's Made) – hétköznapi tárgyak gyártási folyamata
- … születik (… is born) – helikopter, oldtimer autó, versenyautó és más járművek összeszerelése alkatrészekből
- Csoda, hogy élek (I Shouldn't Be Alive)
- Fából vaskarikát (Scrapheap Challenge és Junkyard Wars) – két csapatnak kell egy roncstelepen fellelhető alapanyagokból különféle eszközöket készíteniük (katapult, sugárhajtómű, tengeralattjáró stb.)
- (Monster Garage)
- (Perfect Disaster)
- Egyszer egy ilyet vezetni! (Rides) – egyedi autók összeállítása
- (Tanks!)
- Dr G.-foglalkozása:orvosszakértő
- (Wings)
- Robotháborúk (Robotica) – távirányítású robotok akadályversenye és párbaja
- Piszkos munkák (Dirty Jobs) – Mike Rowe műsorvezető kipróbálja a legmocskosabb munkákat
- Valódi tetthelyek
- Végzetes másodpercek (Destroyed in Seconds)

## HD-csatornák
A Discovery 2002-ben elsőként indított a hét minden napján, napi 24 órában fogható HD csatornát az Amerikai Egyesült Államokban.[forrás?] Azóta összesen további 43 új HD csatornát hívott életre Amerikán kívül. Ezek közé tartozik a Discovery HD, az Animal Planet HD és a Discovery Channel HD. A HD Theater csatorna ma már csaknem minden HD-technológiával felszerelt háztartásba eljut az Amerikai Egyesült Államokban. Egy – a HD-hozzáféréssel rendelkezők körében végzett – tengerentúli felmérés szerint a tévénézők az elérhető HD-adások közül a Discovery HD Theater csatornáját kedvelik a legjobban.[forrás?]
A Discovery HD programkínálata a természetrajz, az utazás, az életmód, a tudomány, a természettudomány és a kultúra témaköreit dolgozza fel. A csatorna 24 órában sugározza a Discovery portfóliójának műsorait. Adása Magyarországon 2008 óta fogható.